# Blanca del Río
Blanca del Río Vergara (Molina, Curicó, 5 de enero de 1936) es una escritora y profesora chilena.

## Biografía
Estudió lenguas extranjeras, literatura y ciencias de la educación en la Facultad de Filosofía y Educación de Universidad de Chile en Santiago (1973) y en la Universidad de Toulouse II (Francia), donde se doctoró en Ciencias de la Educación, Desarrollo y Formación (1982). Luego de haber residido en Francia, se trasladó junto a su familia, al continente africano que la acogió durante veinte años y le permitió compatibilizar su carrera de escritora y profesora con un arduo trabajo social a favor de mujeres y niños en comunidades rurales, en calidad de Agente de Enlace UNICEF en Sao Tomé y Príncipe, y como consultora en el sistema de las Naciones Unidas (ONU). Fue profesora en la Facultad de Filosofía y Educación (Departamento de Educación) en Universidad de Chile y de lenguas y literatura hispanoamericana en las universidades de Argel y de Orán (Argelia). Hoy es Presidenta Emérita de P.E.N Club Chile.
Entre sus obras destacan: Manutara (1988), Mains, comme je vous aime (1989), Jardín Nocturno (Antología, 2007), A la sombra de un baobab en África (2008) y Este Planeta Nuestro (2012) en poesía. En narrativa ha publicado Vivir en África (2010) y el ensayo, Entre el Amor Literario y el Amor Humano: El Juego de las Influencias (2014). En educación destacan Psycho-pédagogie et Dynamique des Groupes. Êditions de L'Univerisité d'Oran, Algérie (1990) y coautora en la obra (tres tomos) Enseñando y Aprendiendo los Objetivos Fundamentales Transversales en Sala de Clases. Formación en Valores, Actitudes y Conductas Socio-afectivas y Éticas, junto al Premio Nacional de Educación (2005) Fernando Gutiérrez M. y Graciela Gallizia, (2a.edición, 2007). Ha sido editada en revistas literarias y antologías poéticas y de cuentos. Sus libros sobre Objetivos Fundamentales Transversales fueron ampliamente divulgados por UNESCO, al hacer donación de la obra a profesores y orientadores en las regiones de Arica y Parinacota, Chile.
Participante en congresos internacionales de Buenos Aires y en el PEN Internacional: Congreso en Quebec, Canadá (2015) y en el Comité de Traducción y Derechos Lingüísticos en Suiza (Biel, Bienne 2018). Se ha desempeñado como jurado en el Fondo del Libro e integrante del Comité de Pueblos Originarios del Ministerio de las Culturas, las Artes y el Patrimonio. Sus obras han sido traducidas al francés y al italiano.
Ha obtenido: Primer premio en su tesis de licenciada “American literature in Chile: A Questionnaire Applied to a Group of Contemporary Chilean Writers”, en el Departamento de Inglés de la Facultad de Filosofía y Educación de Universidad de Chile. (edición bilingüe, Santiago,1961);La Beca de Creación del Fondo de la Lectura y el Libro, Ministerio de las Culturas, las Artes y el Patrimonio (2008) y distinguida en el concurso Relatos de Colección del Museo Nacional de Bellas Artes (Chile) con el cuento La perla del mercader (2009), obra del mismo nombre del destacado pintor chileno Alfredo Valenzuela Puelma (1856-1909).

## Obras
- Manutara, (poesía), 1988.
- Mains, comme je vous aime, (poesía), 1989.
- Jardín Nocturno, (antología), 2007.
- A la sombra de un baobab en África, (poesía), 2010.
- Este planeta nuestro, (poesía), 2012.
- Voces para el tiempo (catorce autores italo-chilenos), Asociación de Escritores Italo-chilenos, (poesía), 2013.
- Vivir en África, (crónicas y cuentos), 2010.
- Entre el Amor Literario y el Amor Humano: El Juego de las Influencias, (ensayo), 2014.
- Psycho-pédagogie et Dynamique des Groupe, Êditions de L'Univerisité d'Oran, Algérie, (educación), 1990.
- Enseñando y Aprendiendo los Objetivos Fundamentales y Transversales en de Clases, Formación en Valores, Actitudes y Conductas Socio-Afectivas y Éticas, coautora, (educación), 2.ª edición, 2007.